# Élections régionales de 1964 en Bade-Wurtemberg
Les élections régionales de 1964 en Bade-Wurtemberg (en allemand : Landtagswahl in Baden-Württemberg 1964) se tiennent le 26 avril 1964, afin d'élire les 120 députés de la 4e législature du Landtag pour un mandat de quatre ans.

## Résultats

### Voix et sièges
| Parti                             | Parti                                        | Voix      | Voix  | Sièges | Sièges        | Sièges | Sièges | Sièges        |
| Parti                             | Parti                                        | Votes     | %     | MU1    | +/-           | Liste  | Total  | +/-           |
| --------------------------------- | -------------------------------------------- | --------- | ----- | ------ | ------------- | ------ | ------ | ------------- |
|                                   | Union chrétienne-démocrate d'Allemagne (CDU) | 1 671 674 | 46,18 | 44     | 10            | 15     | 59     | 7             |
|                                   | Parti social-démocrate d'Allemagne (SPD)     | 1 350 314 | 37,30 | 25     | 8             | 22     | 47     | 3             |
|                                   | Parti libéral-démocrate (FDP)                | 472 492   | 13,05 | 1      | 2             | 13     | 14     | 4             |
|                                   | Parti pan-allemand (de) (GDP)                | 65 759    | 1,82  | 0      | en stagnation | 0      | 0      | 7             |
|                                   | Union pacifique allemande (DFU)              | 49 191    | 1,36  | 0      | Nv.           | 0      | 0      | Nv.           |
|                                   | Communauté allemande (DG)                    | 10 322    | 0,29  | 0      | en stagnation | 0      | 0      | en stagnation |
|                                   | Indépendants                                 | 149       | 0,00  | 0      | en stagnation | 0      | 0      | en stagnation |
|                                   |                                              |           |       |        |               |        |        |               |
| Votes valides                     | Votes valides                                | 3 619 901 | 97,68 |        |               |        |        |               |
| Votes blancs et nuls              | Votes blancs et nuls                         | 85 890    | 2,32  |        |               |        |        |               |
| Total                             | Total                                        | 3 705 791 | 100   | 70     | en stagnation | 57     | 120    | 1             |
| Abstentions                       | Abstentions                                  | 1 765 211 | 32,26 |        |               |        |        |               |
| Nombre d'inscrits / participation | Nombre d'inscrits / participation            | 5 471 002 | 67,74 |        |               |        |        |               |